# Simon the Sorcerer II: Il Leone, il Mago e il Guardaroba
Simon the Sorcerer II: Il Leone, il Mago e il Guardaroba (Simon the Sorcerer II: The Lion, the Wizard and the Wardrobe, conosciuto comunemente anche solo come Simon the Sorcerer II o Simon the Sorcerer 2) è il secondo capitolo di una serie di avventure grafiche sviluppato da Adventure Soft e pubblicato a partire dal 1995 per Amiga, MS-DOS, Mac OS, Windows, iOS.
Come già il suo predecessore, il titolo si presenta come un'avventura di stampo fantastico con una marcata componente umoristica tendente al cinismo, dovuto in particolare al carattere "spigoloso" del protagonista, che parodia in maniera più o meno palese favole e opere letterarie; la cosa risalta fin dal sottotitolo, che imita Il leone, la strega e l'armadio (The Lion, the Witch and the Wardrobe).

## Trama
Il malvagio stregone Sordid riesce a tornare a costituire una minaccia grazie a un corpo robotico fornitogli da un giovane apprendista stregone che ottiene così la promessa di diventare suo adepto se lo aiuta a vendicarsi del protagonista Simon che nel primo episodio della serie l'aveva sconfitto; per richiamare Simon nel mondo magico, Sordid fa realizzare un guardaroba magico e lo spedisce nella nostra dimensione dove Simon ovviamente cade. Per sua fortuna, una volta ritrovatosi di nuovo nel mondo magico capita nel villaggio del mago Calypso e accetta così di dargli nuovamente una mano in cambio del "carburante" necessario per riattivare il guardaroba e tornare così sulla Terra.

## Modalità di gioco
Rispetto al primo Simon the Sorcerer la Adventure Soft rinnova l'interfaccia grafica, mossa dal motore AGOS, lasciando al giocatore solo poche icone ai due angoli bassi dello schermo rappresentanti le principali azioni che si possono compiere e dedicando il resto della parte bassa dello schermo agli oggetti nell'inventario.
Anche in questo capitolo, come già successe nel primo episodio, nella riedizione in CD-Rom del gioco venne aggiunta una parte di doppiaggio originariamente non presente.

## Versioni del gioco

### Versione PC
Il gioco venne lanciato originariamente nella classica scatola di cartone suddiviso in 8 floppy disk da 3½ pollici; in un secondo tempo ne verrà realizzata una versione in CD-Rom in cui sarà inserito il parlato.

### Versione Amiga
La versione Amiga venne originariamente pianificata direttamente nel 1995 ma poi soppressa perché il mercato di questa piattaforma stava andando spegnendosi. I diritti per questa piattaforma vennero poi acquisiti da Epic Interactive Entertainment (ora RuneSoft) nel 1999 e nel 2000 ne uscì l'edizione in CD-Rom.

### Altre
Nel 2000 il gioco è uscito per Macintosh e in tempi più recenti è stato portato su iPhone e iPod touch insieme al suo predecessore.